# M/S Holly
M/S Holly är ett dieseldrivet passagerarfartyg som trafikeras hos Waxholmsbolaget. Den ägs av Sea Cab Möja AB och trafikerar främst sträckan Åsättra - Husarö - Möja. Ombord finns en cafeteria.

## Bildgalleri

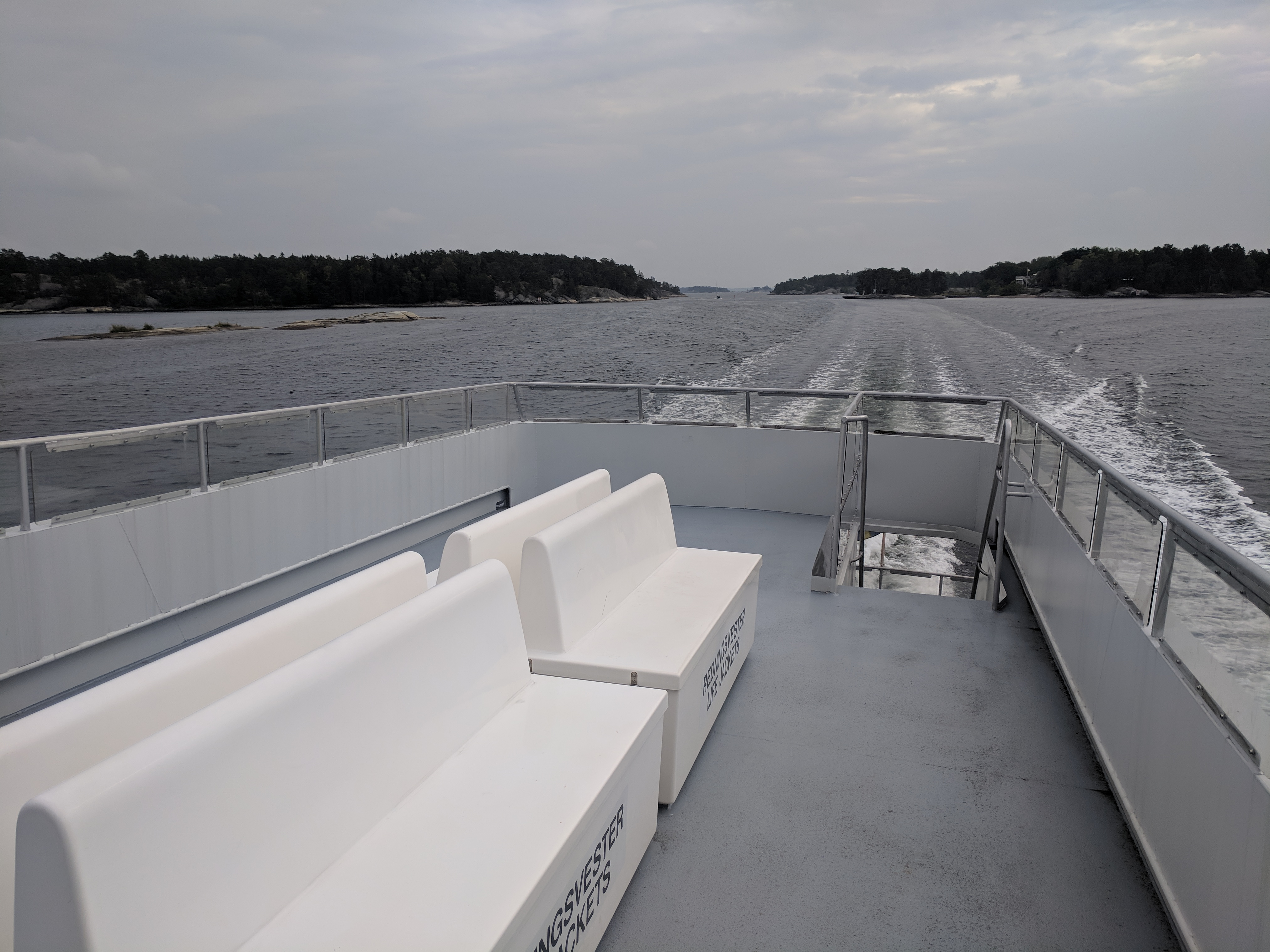
Aktern på däck 2
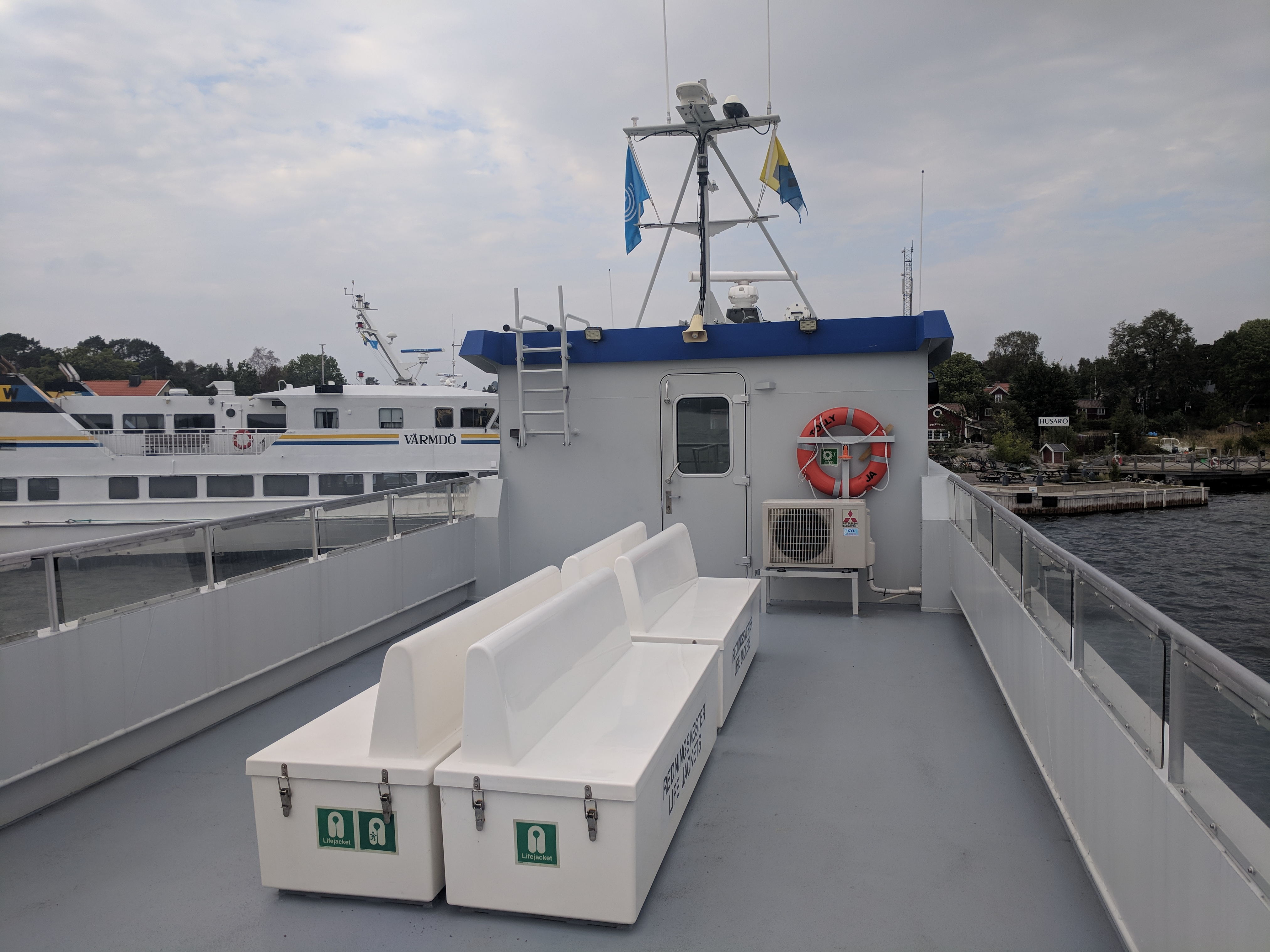
Fören på däck 2
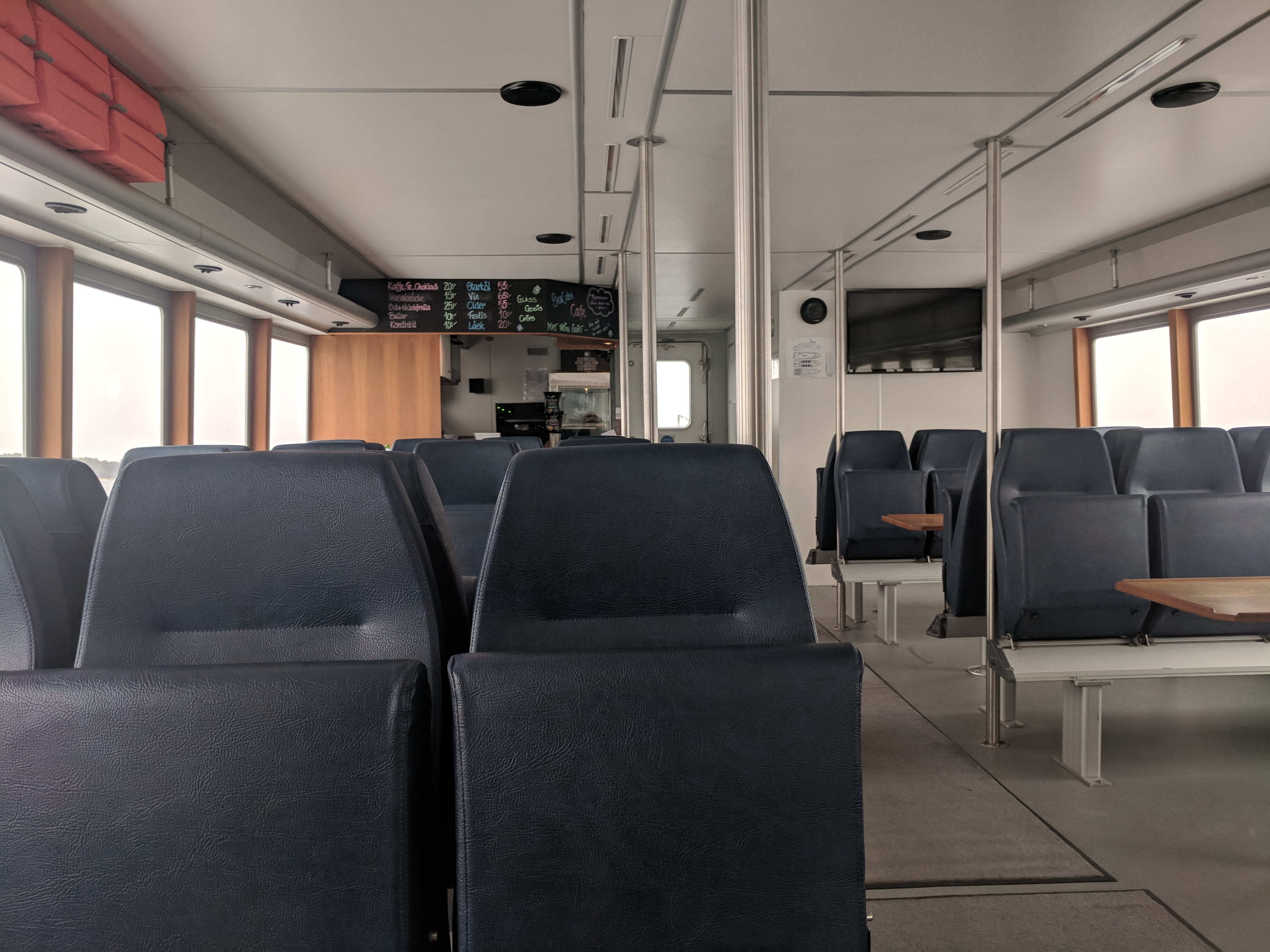
Insidan på däck 1
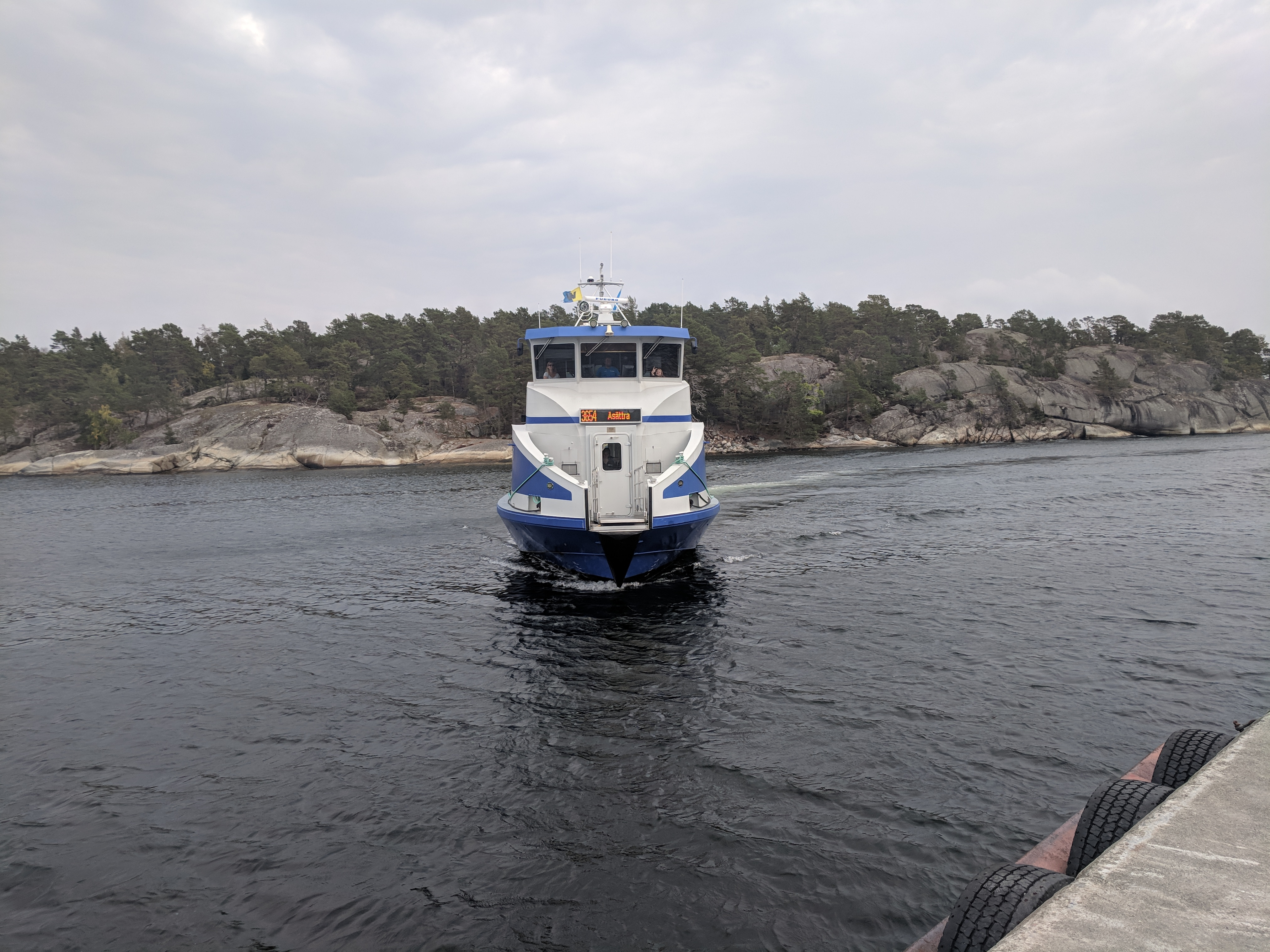
Fartyget